# Kompsoprium dundonum
Kompsoprium dundonum är en mångfotingart som först beskrevs av Chamberlin 1951.  Kompsoprium dundonum ingår i släktet Kompsoprium och familjen Odontopygidae. Inga underarter finns listade i Catalogue of Life.